# Marina Carr
Marina Carr (Dublin, ? 1964 - ) is een Iers schrijfster van toneelstukken, waaronder By the Bog of Cats, Woman and the Scarecrow, The Mai, Marble en Portia Coughlan.

## Biografie
Carr werd geboren in Dublin in 1964, maar groeide op nabij Tullamore. Haar vader, Hugh Carr, was ook toneelschrijver en haar moeder Maura Eibhlín Breathnach schooldirectrice en poëet. Ze studeerde Engels en filosofie aan de Nationale Universiteit van Ierland, Dublin Ze behaalde in 2011 een erediploma en werd doctor in de literatuur.

## Prijzen en nominaties
| Wedstrijd                              | Categorie                 | Werk / Ontvanger | Resultaat | Ref.   |
| -------------------------------------- | ------------------------- | ---------------- | --------- | ------ |
| Dublin Theatre Festival 1994-1995      | Best New Irish Play award | The Mai          | Gewonnen  | [ 11 ] |
| Susan Smith Blackburn Prize 1996–1997  |                           | Portia Coughlan  | Gewonnen  | [ 4 ]  |
| The Irish Times Playwright award 1998  |                           | Marina Carr      | Gewonnen  |        |
| American Academy of Arts and Letters   | E. M. Forster Award       | Marina Carr      | Gewonnen  | [ 4 ]  |
| The American Ireland Fund Award        |                           | Marina Carr      | Gewonnen  | [ 4 ]  |
| Macaulay Fellowship                    |                           | Marina Carr      | Gewonnen  |        |
| The Hennessy Award                     |                           | Marina Carr      | Gewonnen  | [ 1 ]  |
| Windham-Campbell Literature Award 2017 |                           | Marina Carr      | Gewonnen  | [ 4 ]  |